# 1954年のテレビ (日本)
1954年のテレビ（1954ねんのテレビ）では、1954年（昭和29年）の日本におけるテレビジョン放送全般の動向についてまとめる。

## 主なできごと
2月22日、NHKのテレビ受信契約数が1万を突破。
それでもまだテレビ受像機の値段は余りにも高価で、サラリーマンの初任給が1万円にいかない時代に、テレビの大部分がアメリカ製で30万円近くもした。このころの「三種の神器」は電気洗濯機・冷蔵庫・掃除機で、まだテレビは高嶺の花で一般家庭への普及は未だ遥かに程遠い時代だった為、一般庶民はテレビ局が設置した街頭テレビの前でテレビを視るのが普通だった。
3月1日、NHKの大阪(JOBK-TV)と名古屋(JOCK-TV)でテレビジョン開局。
両局共1951年半ば（大阪:6月25日、名古屋:7月27日）にテレビ実験局を開設。1953年1月11日には東京－名古屋－大阪間の下りテレビ回線が、同年8月13日には同上り回線が開通している。
日本初の集約電波塔、名古屋テレビ塔完成
6月19日に完成し、8月22日からNHK名古屋テレビジョン(JOCK-TV)の送信所が同所に移転し、運用を開始。後に名古屋のアナログVHF局は同所を送信所にして放送を開始した。
テレビ番組
- 2月19日、プロレス中継が開始。NHK・日本テレビ共に、この日の蔵前国技館からの『力道山・木村政彦対シャープ兄弟』戦の中継から開始。番組放送時は、街頭テレビに黒山の人だかりができた。
- NHK
  - ニュース報道の取材撮影にて、ヘリコプターの使用を開始。
  - 6月13日、NHKが今までの『映画ニュース』を『ニュース』に統合し、『NHKニュース』として放送開始。
- 日本テレビ
  - 10月4日、ニュース番組『今日の出来事』放送開始。NNN発足後『NNNきょうの出来事』と改題され、2006年9月29日まで52年間に渡って放送された。
  - 12月21日、プロボクシング中継『ダイナミック・グローブ』放送開始。1969年9月29日まで、延べ695回放送された。

技術
- 5月10日、電電公社（当時）による東京－名古屋－大阪間のテレビ放送用回線の運用が開始（これにより、NHKが同区間内で自営運用していた同回線施設は同月27日に運用停止）。
- NHK
  - 6月、テレビ小電力中継局（ブースター局）の実験放送開始。送信方法として、一般的に使われている「水平偏波」（電界が水平面内で横に移動する方法）でなく、電界が垂直面内で上下に振動する「垂直偏波」を初めて採用。
  - 8月、NHKにて初の水中テレビカメラ使用。
  - 10月、NHKにてテレビ映像をフィルムで記録する「キネスコープ（キネコ）」の運用が開始。
  - 12月、NHKがテレビ音声とラジオ2波による3波のモノラル音声を使った、3元立体放送（=3チャンネルステレオ放送）を実施。

初の視聴率調査が実施。
7月27日、NHK放送文化研究所が、京浜地区第1回テレビ番組 (民放含む) 視聴率調査を実施する（翌月8日まで）。

## できごと
1月
- 2日
  - 日本テレビ、皇居一般参賀を初中継。[2]
  - 前期の皇居一般参賀において、二重橋で参賀者の将棋倒しになり、17名（NHKやラジオ東京（当時）の発表では16名）が死亡するという「二重橋事件」が発生。NHKがこのテレビニュース取材に於いて、初めてヘリコプターを使用する。[1][2]

2月
- 1～3日 - NHK東京テレビジョン開局1周年。記念番組として舞台劇『婦系図』（1日、作:泉鏡花、出演:喜多村緑郎、伊志井寛 [3]）、『赤ちゃんコンクール』（2日）[4]等を放送。[2]

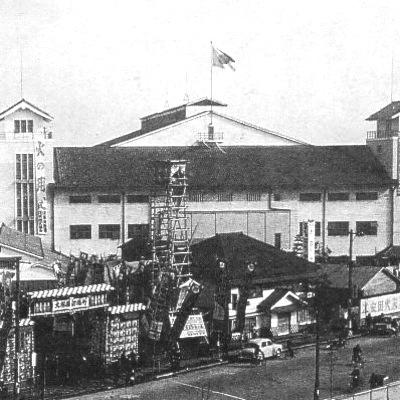
『力道山・木村政彦対シャープ兄弟』戦（2月）の会場となった蔵前国技館。

- 19 - 21日 - NHKと日本テレビがプロレスリング『力道山・木村政彦対シャープ兄弟』戦を蔵前国技館より中継。番組放送時は、街頭テレビに黒山の人だかりができた。[1][2]
- 22日 - NHKのテレビ受信契約数が1万を突破。[1][2]

3月
- 1日 - NHK、大阪(JOBK-TV、出力 映像:10kW)と名古屋(JOCK-TV、出力 映像:500W)にてテレビジョン開局。大阪局は、国産初の10kW送信機を使用。[1][2]
- 5日 - 日本テレビ、連続ミュージカルコメディー『二人でお茶を』放送開始（出演:フランキー堺、中村メイ子）。[2]
- 月内 - 日本テレビ、街頭テレビの成功により、開局から7カ月にして黒字を達成。

4月
- 1日 - NHK、テレビ受信料を月額200円から300円に値上げ改定。[2]
- 28日 - 日本テレビ、米のジャズ歌手、女優であるジョセフィン・ベーカーの来日公演を、東京・帝国劇場から中継。[2]
- 29日 - NHK、天皇誕生日参賀風景を、皇居広庭から中継放送。[2][5]

5月
- 5日 - NHK、東京と大阪の初の2元テレビドラマ『二人のルメ子』放送(作:飯沢匡、出演:長岡輝子 ほか)。[2][6]
- 10日 - 電電公社（当時）による東京－名古屋－大阪間のテレビ放送用回線の運用が開始。これにより、NHKが同区間内で自営運用していた同回線施設は同月27日に運用停止。[2]
- 22～25日 - NHK、東京体育館から『1954年レスリング・フリースタイル世界選手権大会』を、ラジオ第2と同時に中継放送。[2]

6月
- 1日 - 電波の日制定。[2]
- 4日 - NHK、番組『話のカレンダー-テレビジョンの歩み』[7]にて、NHK放送技術研究所製のイメージオルシコン撮像管をスタジオカメラに初めて試用。[2]
- 13日 - NHKがテレビ番組改定。定時放送が1日4時間25分となる。[2]
  - これに伴い、『映画ニュース』を『ニュース』に統合し、『NHKニュース』として放送開始（2025年現在も継続中）。[2]

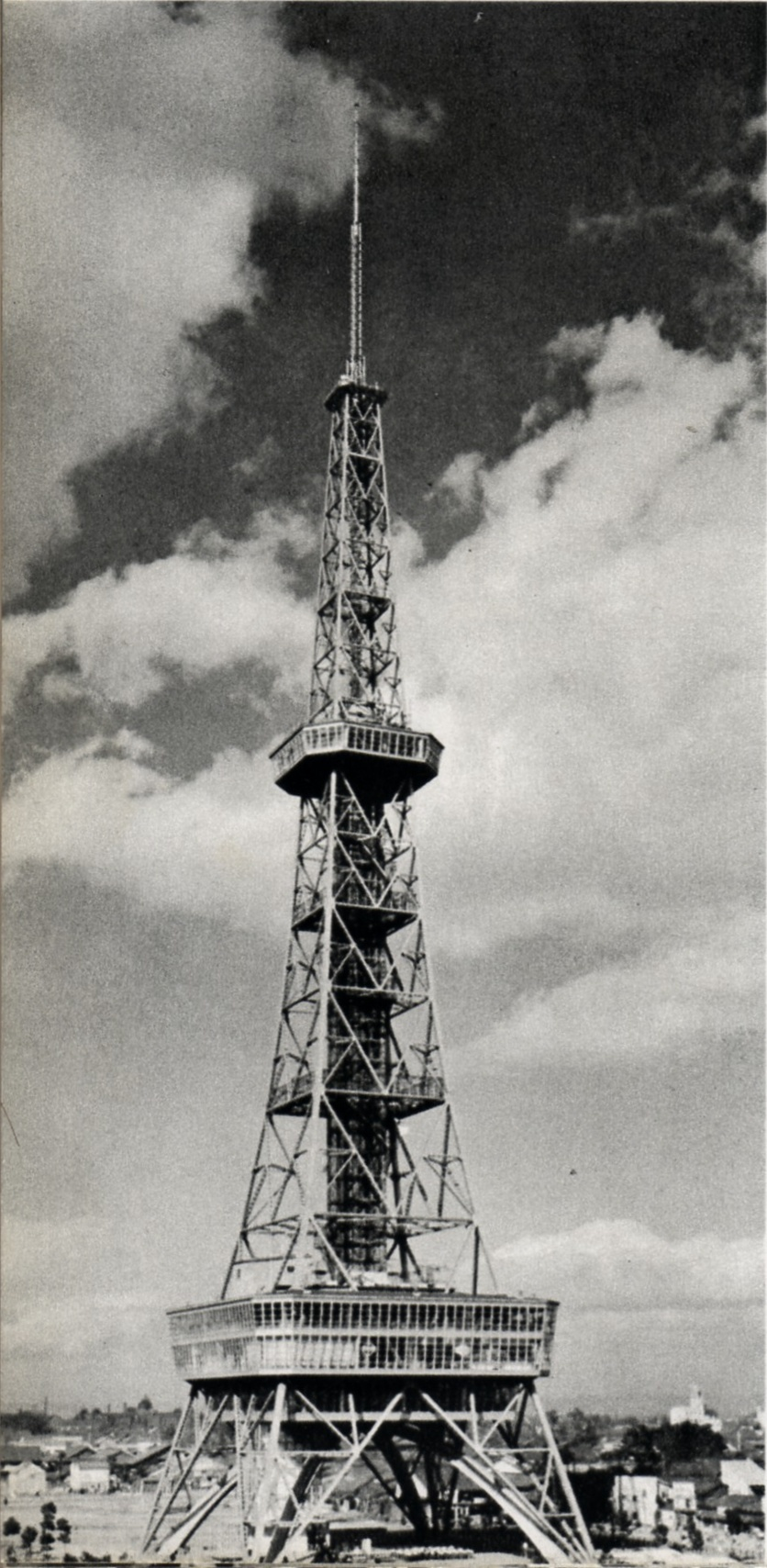
名古屋テレビ塔完成。

- 19日 - 名古屋市に日本初の集約電波塔、名古屋テレビ塔完成（8月22日より運用開始。2011年7月24日アナログテレビジョン放送終了に伴い退役）。
- 25日 - NHK、愛知県瀬戸市でテレビ小電力中継局（ブースター局）の実験放送開始（出力 0.74W）。ここで、送信方法として、一般的に使われている「水平偏波」（電界が水平面内で横に移動する方法）でなく、電界が垂直面内で上下に振動する「垂直偏波」を初めて採用。[2]
- 月内 - NHK、週1本の割合で短編映画の制作を開始、毎週定時に放送。[2]

7月
- 19日 - NHK交響楽団の常任指揮者（当時）クルト・ウェスの同退任に伴う送別音楽会『ウィーン音楽の夕』を、後楽園球場から中継。[2]
- 21日 - 日本テレビ、京成電鉄と協力して車中テレビの受信実験に成功。[2]
- 27日 - NHK放送文化研究所が、京浜地区第1回テレビ番組 (民放含む) 視聴率調査を実施（翌月8日まで）。[2]

8月
- 8日 - NHK、『太平洋選手権争奪プロレスリング試合』を、東京体育館から中継放送。[2][8]
- 22日 - NHK名古屋テレビジョン(JOCK-TV)、名古屋テレビ塔運用開始に伴い、送信所を同所へ移動、同時に出力を増力（映像:10kW）。[2]
- 31日 - NHK、東京水産大学科学研究所から、初めて水中テレビカメラ使用した番組『水中テレビ』を中継放送。[2]

9月
- 月内 - 日本テレビ、テロップの使用を開始。[2]

10月
- 4日 - 日本テレビで夜のニュース番組『今日の出来事』放送開始（NNN発足後『NNNきょうの出来事』と改題、2006年9月29日まで52年間にわたって放送）。
- 15日 - NHK、東京・国立博物館から『フランス美術展』を中継放送（翌月13日には、日本テレビも同美術展を国立博物館とスタジオを結ぶ2元中継を実施）。[2][9]
- 20日 - NHK、4日前（同月16日）に東京・歌舞伎座にて初のキネスコープ（キネコ）録画を行った、『舞台中継「倭假名在原系図」 蘭平物狂』放送。[2][10]
- 23日 - 北海道放送、札幌本社にてテレビ実用化実験局開設の免許を郵政省に申請。[2]
- 25日 - NHKがテレビ番組改定。定時放送が1日5時間5分となる。キネスコープ録画装置の活用により、ラジオの人気番組・舞台中継・スポーツ番組等のテレビでの放送を拡充する。[2]

11月
- 3日
  - NHK
    - 文化庁芸術祭にテレビドラマとして初参加した2つのドラマの1つ『居留地ランプ』放送（原作:長谷川伸、脚色:西川清之、出演:山形勲、久松保夫 ほか）。[2][11]
    - フランスのチェリスト、ピエール・フルニエの特別演奏会を、ラジオ第1と同時放送。[2][12]
- 24日 - NHK、文化庁芸術祭にテレビドラマとして初参加したもう1つのドラマ『風光る』放送（作:今日出海、出演:石黒達也、日高ゆりえ ほか）。[2][13]

12月
- 15日 - NHKでトーク番組の先駆け『こんにゃく問答』を放送開始（ - 1957年）。[2][14]
- 21日 - 日本テレビ、プロボクシング中継『ダイナミック・グローブ』放送開始。1969年9月29日まで、延べ695回放送された。[2]
- 25日
  - NHK、「俳優座劇場中継 メノッティ作曲、歌劇『アマールと夜の訪問者』」の放送に於いて、ラジオ第1・第2（『立体音楽堂』の時間枠）も使って、モノラル音声3波を使った三元立体放送（＝ 3チャンネルステレオ放送）を実施。[注 1][2][15][16]
  - ラジオ東京（KRT、後のTBSテレビ）、翌年4月1日の開局に向け、テレビの試験電波を初めて発射。[17]

## テレビ番組

### NHK
- NHKニュース
- 父の心配
- ふたりのルメ子
- 若い日記
- NHK美容体操
- 親子クイズ
- 今晩わメイコです（司会：中村メイコ）
- こんにゃく問答（出演：徳川夢声、柳家金語楼）

### 日本テレビ
- プロレスアワー
- エノケンの水戸黄門漫遊記（主演：榎本健一）
- フランキーとメイコの青春ノート→二人でお茶を（主演：フランキー堺、中村メイコ）
- 味の素ミュージック・レストラン ジャズのど競べ
- シルエットクイズ[注 2]
- 今日の出来事